# Педро Каро и Суреда
Педро Каро и Суреда, Трети маркиз на Ла Романа (на испански: Pedro Caro y Sureda, 3o marqués de La Romana; * 2 октомври 1761, Палма де Майорка, † 23 януари 1811, Карташу, Португалия) е испански генерал, участник в Наполеоновите войни.

## Военна кариера
През 1807 г., когато Наполеон изисква от мадридския кабинет да предостави на френска служба корпус от 15 000 войника, маркиз Ла Романа е назначен за командир на корпуса, който е изпратен в Северна Европа.
През 1808 г. Ла Романа е с войските си на остров Фиония, когато научава за събитията в Мадрид. Той влиза в тайни преговори с командващия английската ескадра в Балтийско море и успява да качи на корабите голяма част от отряда си, без да събуди подозрения в маршал Бернадот. Връщайки се с войските си в Испания, маркизът взима дейно участие в борбата против французите. През 1809 г., по време на отстъплението на британския генерал Мур, Ла Романа губи голяма част от отряда си, но продължава да води партизанска война. През същата година Ла Романа става член на хунтата в Севиля, а през 1810 г., заедно с английския генерал Гилъм, защитава левия бряг на река Тахо.
Педро Каро е племенник на друг известен испански генерал, Вентура Каро.